# Korlátkő
Korlátkő (1889-ig Czerova és Lészkó, szlovákul Cerová) község Szlovákiában, a Nagyszombati kerületben, a Szenicei járásban. 1889-ben Korlátkő néven egyesítették Czerova és Lészkó községeket.

## Fekvése
Szenicétől 27 km-re délnyugatra fekszik.

## Nevének eredete
A mai község eredetileg három faluból áll. Cerova és Lészkó falvakat 1889-ben egyesítették. Az egyesített község nevét a közeli Korlátkő váráról kapta. 1918-ban az új csehszlovák állam Cerová-Lieskovéra nevezte át. 1976-ban a szomszédos Korlátfalvát (Rozbehy) is hozzá csatolták, ekkor a település a Cerová nevet kapta.

## Története
A közeli vár története a 11. századig nyúlik vissza, amikor a közeli Éleskő várával együtt a Csehország felé vezető fontos kereskedelmi utat őrizte. Nevét első birtokosáról, Korláth Konrádról kapta. A 13. században Berencs várával együtt az Aba nemzetség birtoka lett. Lehet, hogy ez az ősi vár a tatárjárás során elpusztult, mert a mai Korlátkő vára a források szerint a 13. század második felében épült királyi vár. A 14. század elején Csák Máté foglalta el, de 1312-ben már újra királyi vár. 1385-ben Prokop morva őrgróf foglalta el, Zsigmond 1390-ben szerezte vissza és 1394-ben hívének, Stíbor vajdának adta. Ennek halála után újra a koronáé, majd 1485-ben Hunyadi Mátyás Plakner János német lovagnak adományozta. A 16. században a Korlátkői családé. Ezután a Pongrácz és Apponyi családoké. Reneszánsz palotáját a 18. században még lakták, majd helyette Lészkó faluban építettek késő reneszánsz kastélyt. 1740-ben még néhány hajdú őrizte a vár pincéit, majd sorsára hagyták és fokozatosan rommá lett.
A falut 1324-ben "Korlathkeu" alakban említik először. 1446-ban Lészkó-Pohrád néven a korlátkői vár tartozéka. Lakói főként mezőgazdasággal és állattartással foglalkoztak. Az 1880-as években egy tűzvészben Cerova falu leégett.
Vályi András szerint "CZEROVA. Tót falu Nyitra Vármegyében, földes Urai Bossányi, és G. Aponyi Uraságok, lakosai katolikusok, fekszik a’ fejér hegy alatt, Szenicztől más fél mértföldnyire, mind a’ kétféle fája van, sok kaposztát is termesztenek, és eladgyák Selmeczen, piatzozások helyén, legelője elegendő, réttye első Osztálybéli, de mivel termő földgyeit a’ záporok járják, a’ második Osztályba tétetett."
"LESZKO. Lieszko. Tót falu Nyitra Várm. földes Urai több Uraságok, lakosai katolikusok, fekszik Czerovához nem meszsze, és annak filiája, határja jó, káposztája bőven terem."
Fényes Elek szerint "Czerova, tót falu, Nyitra vgyében, vármegyében, Jablonczhoz 1/3 órányira; 600 kath., 20 evang. lak. F. u. a korlátkői uradalom. Ut. p. N.-Szombat."
"Leszkó, tót falu, Nyitra vármegyében, Czeróvával együtt 469 kath., 27 zsidó lak. F. u. a korlátkői uradalom. Ut. posta Nagy-Szombat."
A trianoni békeszerződésig Nyitra vármegye Szenicei járásához tartozott.

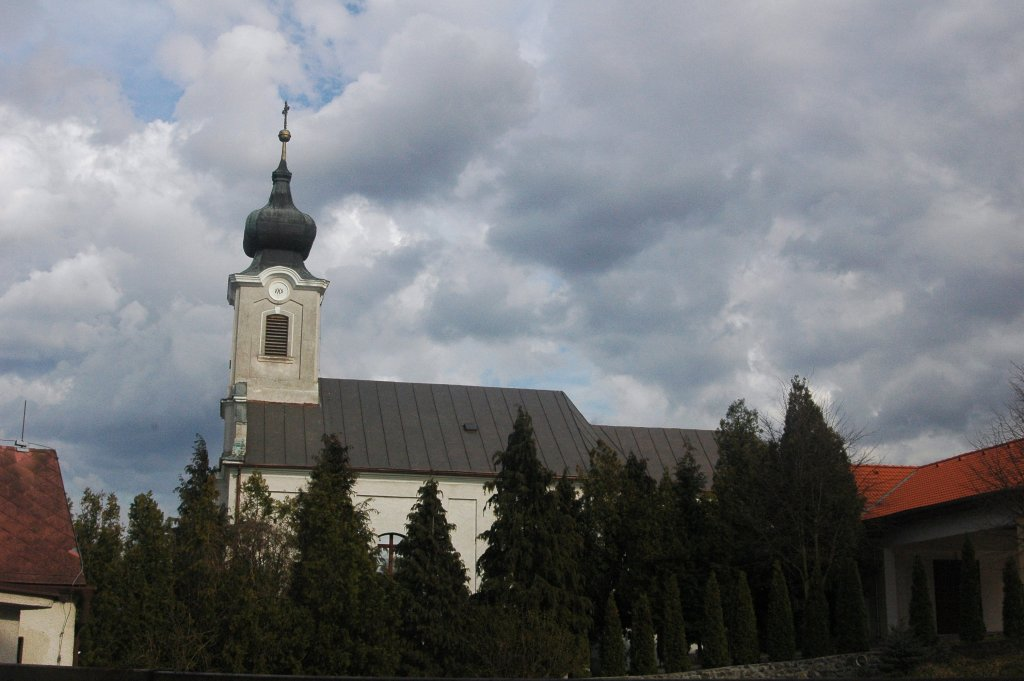
A Szent Őrangyalok templom

## Népessége
| Év:            | 1994. | 2004.   | 2014.   | 2024.   |
| -------------- | ----- | ------- | ------- | ------- |
| Emberek száma: | 1388  | 1265    | 1182    | 1095    |
| Eltérés:       |       | -8,86 % | -6,56 % | -7,36 % |

| Év:            | 2023. | 2024.   |
| -------------- | ----- | ------- |
| Emberek száma: | 1092  | 1095    |
| Eltérés:       |       | +0,27 % |

1880-ban Korlátkő 529 lakosából 482 szlovák, 14 német és 4 magyar anyanyelvű volt.
1880-ban Korlátfalva 317 lakosából 305 szlovák és 6 német anyanyelvű volt.
1880-ban Lészkó 425 lakosából 381 szlovák, 32 német és 1 magyar anyanyelvű volt.
1890-ben Korlátkő 1023 lakosából 949 szlovák és 1 magyar anyanyelvű volt.
1890-ben Korlátfalva 303 lakosából 293 szlovák anyanyelvű volt.
1900-ban Korlátkő 1112 lakosából 1026 szlovák és 51 magyar anyanyelvű volt.
1900-ban Korlátfalva 304 lakosából 300 szlovák és 2 magyar anyanyelvű volt.
1910-ben Korlátkő 1159 lakosából 1029 szlovák és 40 magyar anyanyelvű volt.
1910-ben Korlátfalva 305 lakosából 285 szlovák, 5 magyar, 1 német és 14 egyéb anyanyelvű volt.
1921-ben Korlátkő 1126 lakosából 1118 csehszlovák és 1 magyar volt.
1921-ben Korlátfalva 252 lakosa mind csehszlovák volt.
1930-ban Korlátkő 1215 lakosából 1174 csehszlovák és 4 magyar volt.
1930-ban Korlátfalva 352 lakosából 311 csehszlovák, 7 német, 1 ruszin és 33 egyéb nemzetiségű volt.
1991-ben 1442 lakosából 1424 szlovák, 9 roma és 6 cseh volt.
2001-ben 1354 lakosából 1343 szlovák, 5 cseh és 1 magyar volt.
2011-ben 1182 lakosából 1165 szlovák és 3 cseh volt.

## Nevezetességei
- Barokk római katolikus temploma 1787-ben épült. 2002-ben és 1944-ben megújították.
- A Szent Őrangyalok tiszteletére szentelt római katolikus temploma 1878-ban épült.
- A falu reneszánsz-barokk kastélya 1700-ban épült. A 19. század első felében homlokzatát klasszicista stílusban építették át. A kastély – melyet szép park övez – ma a keresztes nővérek zárdája.
- A határában található Korlátfalvi víztározó 1952-ben épült.

## Híres emberek
- Itt született 1924-ben Ján Bukovský érsek, szentszéki diplomata, bukaresti, majd moszkvai nuncius.

## Külső hivatkozások
- Hivatalos oldal
- Községinfó
- Korlátkő Szlovákia térképén
- Rövid ismertető
- E-obce.sk Archiválva 2008. február 7-i dátummal a Wayback Machine-ben